# Cornelis van Bol'es (1762-1832)
Cornelis van Bol'es (gedoopt Schiedam 23 november 1762 - Schiedam 5 juli 1832) was een Nederlands architect, telg uit het Schiedamse bouwmeestersgeslacht Van Bol'es. Cornelis van Bol'es was de zoon van de stadsarchitect van Schiedam, Rutger van Bol'es (1727-1790), en brandersdochter Jannetje de Kock (1732-1787). Zelf was hij ook korenwijnstoker werkzaam. In 1789 werd hij assistent van zijn vader, in 1790 volgde hij hem na zijn dood op als laatste van de vier stadsbouwmeesters uit het geslacht Van Bol'es, een ambt dat hij tot 1827 zou vervullen. Tevens was hij van 1790 tot 1814 als havenmeester van de stad werkzaam, en van 1811 tot 1813 lid van de municipaliteit.
Cornelis van Bol'es trouwde op 26 april 1791 in Nieuwland met Alida Cornelia Spieringshoek (1770-1836). Zij kregen vijf kinderen onder wie korenwijnstoker en Schiedams gemeenteraadslid Rutger Adriaan van Bol'es (1808-1867), laatste telg van het geslacht.